# TV Educativa do Espírito Santo
TV Educativa do Espírito Santo (também conhecida como TV Educativa ES ou TVE ES) é uma emissora de televisão brasileira, sediada em Vitória, no estado do Espírito Santo. Opera no canal 2 (20 UHF digital) e é afiliada à TV Cultura. Pertence à Rádio e Televisão Espírito Santo (RTV/ES), autarquia vinculada à Superintendência Estadual de Comunicação Social (SECOM).

## História
Em 2016, a emissora passou a ser transmitida em alta definição (HD), porém alguns programas locais ainda eram produzidos em SD. Em 12 de março de 2018, após 9 anos, a emissora trocou de afiliada da TV Brasil para a TV Cultura. Anteriormente, a Cultura tinha seu sinal retransmitido pela Vibe TV (atual TV UVV), que atualmente é afiliada da Canal Futura.

## Sucateamento
No dia 20 de maio de 2014, o Sindicato dos Servidores Públicos do Estado do Espírito Santo (Sindipublicos) denunciou, em uma matéria postada no site oficial, o sucateamento e as péssimas condições na sede da emissora localizada no bairro Mário Cipreste. É comum, nos arredores da emissora, próximo a rodoviária da cidade, usuários de drogas e bandidos se esconderem no matagal atrás da emissora para usar drogas ou se esconder após assaltos à população na região.